# Gjerdrum
Gjerdrum est une kommune de Norvège. Elle est située dans le comté d'Akershus.
La commune est en croissance en raison de sa situation entre Oslo et l'Aéroport d'Oslo-Gardermoen, avec la construction depuis les années 1990 de petits immeubles dans le centre administratif d'Ask.

## Histoire

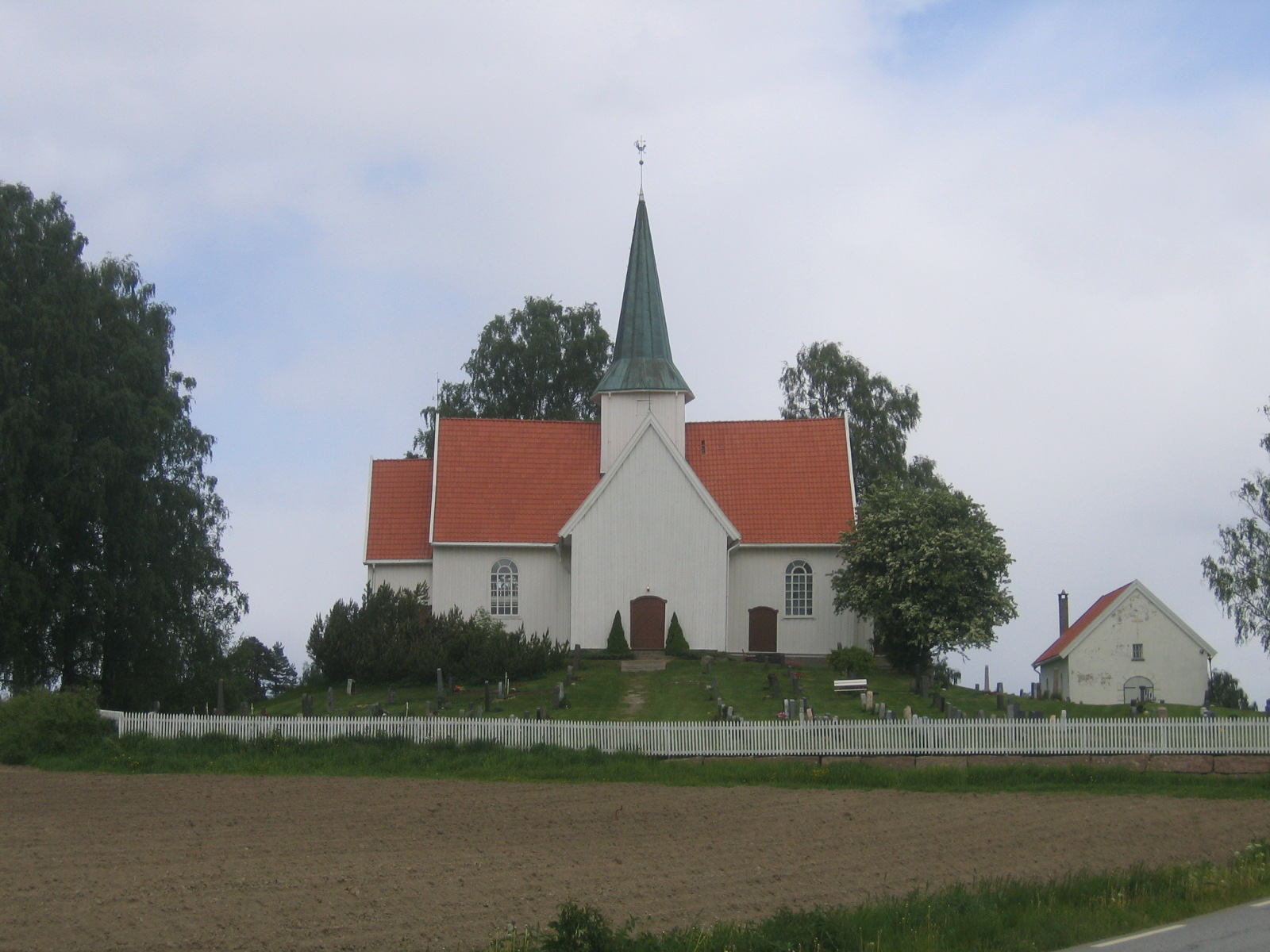
Église de Gjerdrum

Gjerdrum est une municipalité (formannskapsdistrikt) depuis le 1er janvier 1838. Son église en bois date de 1686.

### Étymologie
La paroisse de Gamle Gjerdrum gård tenait son nom du norrois: Gerðarvin, formé à partir du génitif du nom de la rivière Gerð et de vin signifiant plaine ou prairie. La rivière serait quant à elle baptisée d'après garðr, signifiant frontière ou division. 
Le blason municipal représente d'ailleurs une clôture stylisée.

### Glissements de terrain
Le 20 octobre 1924 a lieu un glissement de terrain qui a causé un mort et un blessé grave.
Le 30 décembre 2020, un nouveau glissement de terrain, dans le centre administratif d'Ask emporte plusieurs bâtiments résidentiels du quartier de Nystulia, causant neuf morts et un disparu.

## Culture

### Site du millénaire

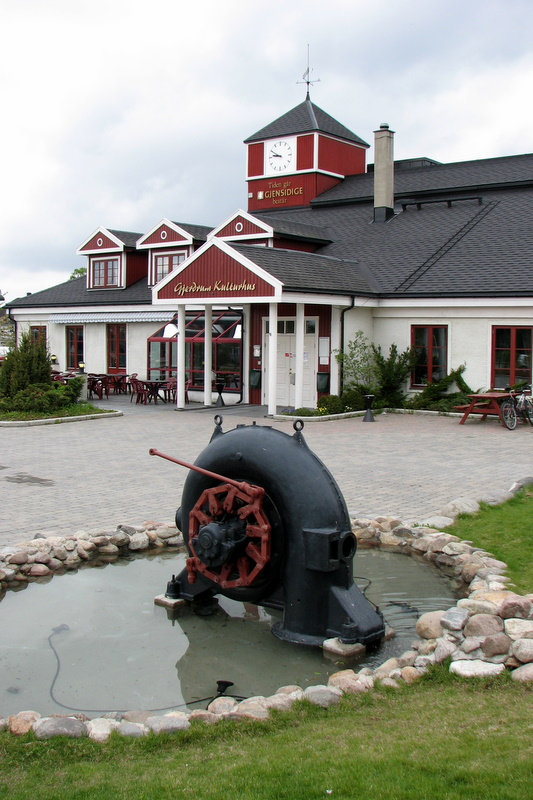
La turbine du site du millénaire

Le site du millénaire de la municipalité est situé devant la maison de la culture Gjerdrum Kulturhus. Il s'agit d'une turbine de la centrale électrique de Gjærmåa, entourée d'eau, et qui a été installée comme une sculpture.  La production d'électricité à la centrale de Horka a été l'une des premières industries à exister à Gjerdrum. La production d'électricité a été arrêtée en 1954.

### Tumuli de Torshov
On dénombre 16 tertres funéraires datant de l'âge du fer. Ceux-ci sont répartis sur six sites et sont bien conservés. Le lieu où l'on compte le plus de tumulus a été nommé Torshov à la fin de l'âge du fer ou à l'ère viking et aurait pu être utilisé comme lieu de rassemblement rituel.

## Climat
| Mois                     | jan. | fév. | mars | avril | mai | juin | jui. | août | sep. | oct. | nov. | déc. | année |
| ------------------------ | ---- | ---- | ---- | ----- | --- | ---- | ---- | ---- | ---- | ---- | ---- | ---- | ----- |
| Température moyenne (°C) | −7,2 | −7,1 | −2,3 | −2,8  | 9,4 | 14,1 | 15,2 | 13,9 | 9,3  | 4,7  | −1,5 | −5,7 | 3,8   |
| Précipitations (mm)      | 60   | 48   | 55   | 47    | 58  | 67   | 76   | 89   | 95   | 97   | 84   | 64   | 820   |

## Personnalités liées à la commune
- Christian Krohg (1777-1828), homme politique.
- Theodor Larsen (1841-1892), dernier bourreau qui ait officié en Norvège.
- Olaf Devik (1886-1987), météorologue et physicien